# Jindřich Uzel
Jindřich Uzel (10. března 1868 Chomutov – 19. května 1946 Praha) byl český zoolog, entomolog, fytopatolog a vysokoškolský profesor.

## Život
Jindřich Uzel se narodil 10. března 1868 v Chomutově. Jeho otec Vincenc Uzel byl gymnaziálním profesorem. Jindřich prožil své mládí v Hradci Králové. V roce 1887 na zdejším gymnáziu odmaturoval a další studia absolvoval již v Praze. Navštěvoval filozofickou fakultu Univerzity Karlovy katedru přírodních věd. Studium v Praze kombinoval dvěma semestry na berlínské univerzitě, kde navštěvoval embryologicky a histologicky zaměřené přednášky zoologů E. Korschelta, F. E. Schulze a ekologa K. A. Möbia. V roce 1896 završil svá studia doktorátem. V letech 1901–1902 pobýval ve Východní Indii a na Ceylonu jako vědecký asistent botanické zahrady ve městě Paradenia. V roce 1903 se stal fytopathologem výzkumné stanice fysiologické rady zemědělské při české technice a výzkumné stanice cukrovarnické v Praze. V roce 1905 se stal docentem fytopatologie na české vysoké škole technické v Praze a rovněž byl zvolen za mimořádného člena Královské české společnosti nauk. V roce 1909 se stal titulárním mimořádným profesorem. V letech 1909–1910 opět navštívil Východní Indii. V roce 1918 byl jmenován mimořádným profesorem zoologie a o dva roky později získal řádnou profesuru obecné zoologie a zemědělské entomologie.
V roce 1929 se přesunul z Prahy do Újezdu nad Lesy, kde vybudoval soukromou biologickou stanici, která zajišťovala studijní a výzkumný materiál. Do důchodu odešel v roce 1938. Profesor Uzel se zabýval převážně studiem nižších hmyzů a později se věnoval i studiím z oboru rostlinných chorob. Za svého působení na vysoké škole vychoval celou řadu fytopatologů a entomologů, jako třeba Ctibora Blattného a Miloše Dominika Záleského. Jindřich Uzel zemřel v Praze 19. května 1946.